# Блай, Эдвард, 5-й граф Дарнли
Эдвард Блай, 5-й граф Дарнли (англ. Edward Bligh, 5th Earl of Darnley; 25 февраля 1795 — 12 февраля 1835) — англо-ирландский пэр и политик. Он носил титул учтивости — лорд Клифтон с 1795 по 1831 год.

## Происхождение и образование
Родился 25 февраля 1795 года. Второй сын Джона Блая, 4-го графа Дарнли (1767—1831), и Элизабет Браунлоу (? — 1831), третьей дочери достопочтенного Уильяма Браунлоу. Он получил образование в Итонском колледже и Крайст-Черч в Оксфорде, получив степень бакалавра гуманитарных наук в 1816 году и степень магистра гуманитарных наук в 1819 году.

## Политическая карьера
Эдвард Блай заседал в Палате общин Великобритании от Кентербери с 1818 по 1830 год.
17 марта 1831 года после смерти своего отца Эдвард Блай унаследовал титулы 5-го графа Дарнли из графства Мит (Пэрство Ирландии), 5-го виконта Дарнли из Атбоя в графстве Мит (Пэрство Ирландии), 5-го барона Клифтона из Ратмора в графстве Мит (Пэрство Ирландии) и 14-го лорда Клифтона из Лейтон Бромсуода (Пэрство Англии), заняв своё место в Палате лордов Великобритании.
Лорд-лейтенант графства Мит с 1831 по 1835 год, член Королевского общества с 1833 года.

## Брак и дети

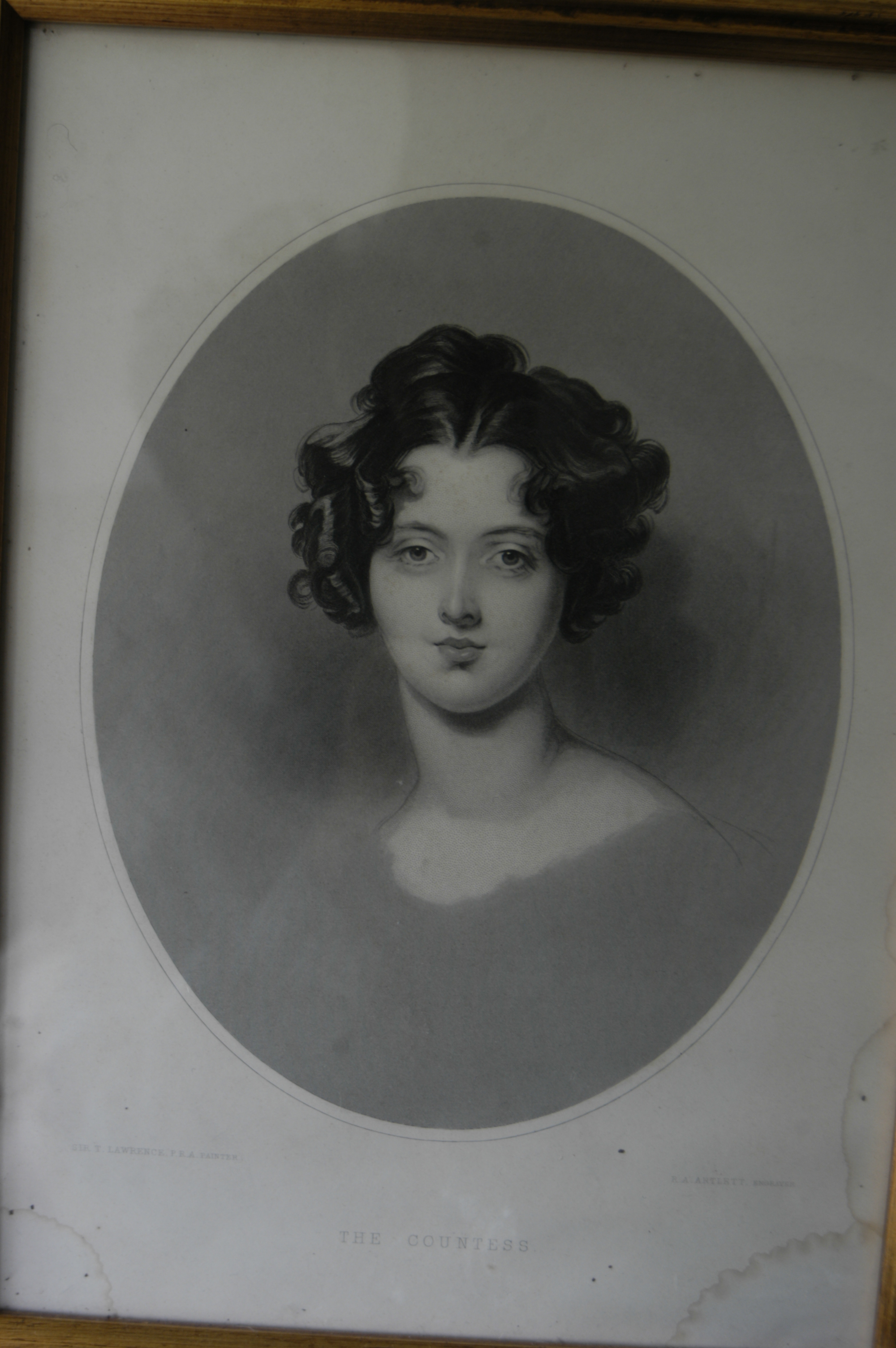
Достопочтенная Эмма Джейн Парнелл, позднее графиня Дарнли, гравюра сэра Томаса Лоуренса

26 июля 1825 года лорд Дарнли на достопочтенной Эмма Джейн Парнелл (? — 15 марта 1884), дочери Генри Парнелла, 1-го барона Конглтона, и леди Кэролайн Элизабет Доусон-Дамер. У супругов было три сына и две дочери:
- Джон Блай, 6-й граф Дарнли (16 апреля 1827 — 14 декабря 1896), старший сын и преемник отца.
- Преподобный Достопочтенный Эдвард Веси Блай[англ.] (28 февраля 1829 — 22 апреля 1908)
- Леди Элизабет Кэролайн Блай (1830 — 10 апреля 1914), в 1855 году она вышла замуж за сэра Реджинальда Каста[англ.] (1828—1912)
- Леди Эмма Бесс Блай (30 июля 1832 — 27 июля 1917), в 1854 году она вышла замуж за Артура Пьюри-Каста[англ.]
- Преподобный Генри Блай[англ.] (10 июня 1834 — 4 марта 1905), викарий церкви Св. Джеймса, Хэмптон-Хилл в 1881—1893 годах, и церкви Святой Троицы, Фэрхэм, в 1893—1900 годах, женился первым браком на Эмме Армитейдж (? — 27 декабря 1881) и вторым браком на Энн Элизабет Добри Батлер.

Лорд Дарнли умер от столбняка после травмы топором при рубке леса в своем поместье в Кобэм-Холле, Кент, в феврале 1835 года, в возрасте 39 лет, и был похоронен в Кобэме. Ему наследовал графство его старший сын Джон.